# جون كوكي
جون كوكي (بالإنجليزية: John Cooke)‏ (25 أبريل 1962 في المملكة المتحدة - ) هو لاعب كرة قدم بريطاني في مركز الوسط. لعب مع ستوكبورت كونتي وشيفيلد وينزداي ونادي تشيسترفيلد ونادي سندرلاند ونادي كارلايل يونايتد ونادي غيتزهد.

## وصلات خارجية
- جون كوكي على موقع الاتحاد الدولي (مؤرشف)  (الإنجليزية)
- جون كوكي على موقع قاعدة بيانات كرة القدم.إي يو (الإنجليزية)